# Tonalità (colorimetria)

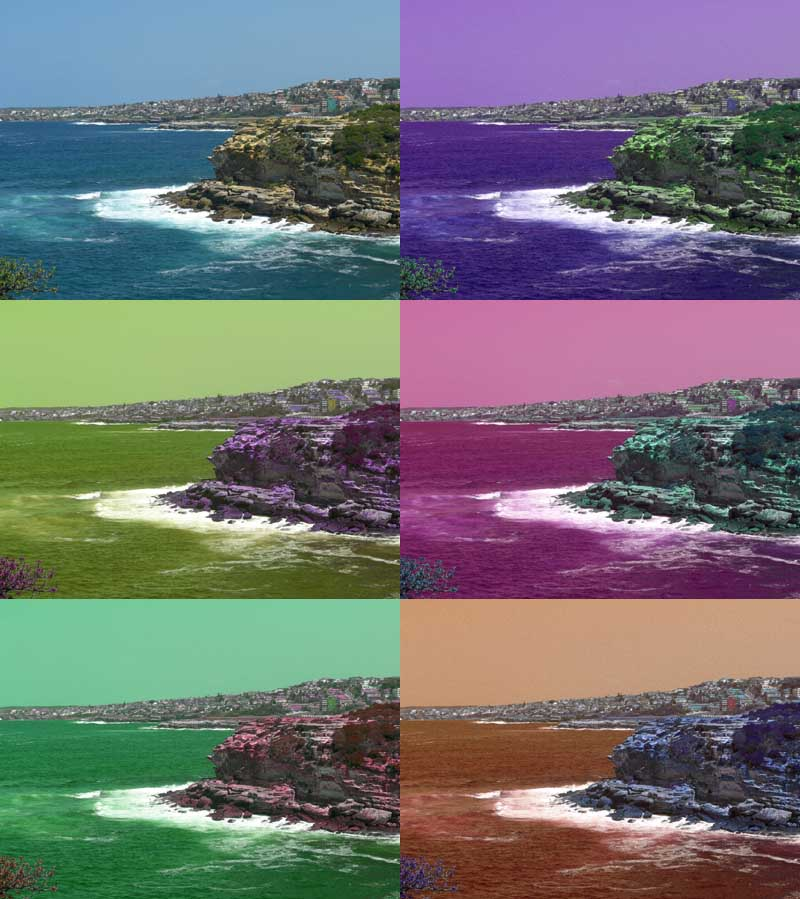
Variazioni di tinta (a parità di saturazione e luminosità) in una foto

In teoria dei colori la tinta è il colore "puro" percepito dall'apparato visivo umano, ovvero legato ad un ristretto spettro o singola linea d'emissione all'interno dello spettro visibile (spettro ottico). In pittura esiste un concetto corrispondente di colore "puro", ovvero senza aggiunta di pigmenti bianchi o neri.

## Descrizione
Nella rappresentazione dei colori nello spazio RGB, la tonalità può essere pensata come un angolo φ. Se R, G e B sono le coordinate di colore nello spazio RGB (in una scala da 0 a 1), μ è la luminosità e σ la saturazione allora la tonalità si ottiene da
{\displaystyle \varphi =a\;\cos ^{-1}\left({R-\mu  \over \sigma {\sqrt {2}}}\right)+(1-a)\,\pi \;,\qquad a=\left\{{+1\quad se\;B\geq G \atop -1\quad se\;B<G}\right.}
(NB senza l'introduzione di a ci sarebbe un'incertezza sull'arcocoseno perché il coseno non è invertibile su tutto l'intervallo [0,2π])
Convenzionalmente φ = 0° corrisponde al rosso, φ = 120° al blu, e φ = 240° al verde.
Le coordinate RGB si ricavano da μ, σ e φ come segue:
{\displaystyle R=\mu +\sigma {\sqrt {2}}\cos {\Bigl (}\;\;\varphi \;\;{\Bigr )},}
{\displaystyle G=\mu +\sigma {\sqrt {2}}\cos \left(\varphi +{4 \over \,3\,}\;\pi \right)=\mu +\sigma {\sqrt {2}}\cos \left(\varphi +240^{\circ }\right),}
{\displaystyle B=\mu +\sigma {\sqrt {2}}\cos \left(\varphi +{2 \over \,3\,}\;\pi \right)=\mu +\sigma {\sqrt {2}}\cos \left(\varphi +120^{\circ }\right).}
Come si vede, esiste una relazione biunivoca tra le coordinate RGB e le coordinate HSB, quindi i valori di tonalità, saturazione e luminosità sono sufficienti per denotare un colore quanto i valori dell'intensità di rosso, verde e blu (esistono tuttavia delle sfumature che sfuggono ad entrambi
i sistemi). In verità, passando da un sistema all'altro, ci possono essere delle differenze dovute ad arrotondamenti e troncamenti; tali errori potrebbero diventare evidenti se si passa ripetutamente da un sistema all'altro. Da notare, inoltre, che entrambi questi sistemi non danno una rappresentazione oggettiva della realtà ma sono pensati per riprodurre colori che hanno effetti equivalenti sui ricettori dell'occhio umano medio (pertanto animali, sensori o persone affette da alterato senso cromatico potrebbero percepire effetti differenti da quelli voluti).
Lo spazio dei colori Hue Saturation Brightness (HSB) usa infatti tinta, saturazione e brillanza come coordinate. La tonalità è una delle tre coordinate per la rappresentazione di un colore anche nel sistema Hue Saturation Lightness (HSL).